# 西桑特
西桑特，是西班牙卡斯蒂利亚-拉曼恰昆卡省的一个市镇。总面积134平方公里，总人口1789人（2001年），人口密度13人/平方公里。